# Monilaria
Monilaria es un género con 16 especies de plantas suculentas perteneciente a la familia Aizoaceae.

## Taxonomía
El género fue descrito por  Martin Heinrich Gustav Schwantes, y publicado en Gartenwelt 33: 69. 1929. La especie tipo es: Monilaria chrysoleuca Schwantes 

## Especies
- Monilaria chrysoleuca Schwantes
- Monilaria globosa (L.Bolus) L.Bolus
- Monilaria luckhoffii L.Bolus
- Monilaria microstigma L.Bolus
- Monilaria moniliformis (Thunb.) Ihlenf. & S.Jörg.
- Monilaria obconica Ihlenf. & S.Jörg.
- Monilaria peersii L.Bolus
- Monilaria pisiformis Schwantes
- Monilaria polita L.Bolus
- Monilaria primosii L.Bolus
- Monilaria ramulosa (L.Bolus) L.Bolus
- Monilaria salmonea L.Bolus
- Monilaria scutata Schwantes
- Monilaria vestita Schwantes
- Monilaria watermeyeri (L.Bolus) Schwantes